# 人民代表大会 (俄罗斯)

人民代表大会使用的旗帜

人民代表大会（羅馬化：Syezd narodnyh deputatov）是由来自俄罗斯的不同级别和届次的前议员们组成的组织，自称是俄罗斯或其可能的继承国的过渡议会。前国家杜马议员伊利亚·波诺马廖夫是该组织的公开发起人。2022年11月4日—7日，第一届人民代表大会的会议在波兰雅布翁纳举行。